# Batalla del Cremera
La batalla de Cremera va ser un conflicte militar succeït entre la República Romana i la ciutat etrusca de Veïs, en 477 aC.
Els registres històrics mostren la derrota de la fortificació romana al riu Cremera i les incursions resultants per part de Veïs sobre el territori romà.
El relat de la batalla, escrit per Titus Livi, és una explicació dels fets reals i una exaltació del sacrifici de la gens  Fàbia. Probablement el seu objectiu fos oferir el motiu de l'absència dels fabis en els llistats consulars durant els anys posteriors a la batalla. A més, aquest relat està clarament influenciat per l'actuació d'Esparta en la Batalla de les Termòpiles.

## Context
Després d'una coexistència pacífica entre Roma i Veïs, aquestes ciutats es van trobar obertament en guerra fins al punt en què una batalla ocorreguda en 480 aC, en la qual l'exèrcit romà va estar prop de la derrota, va ser salvada pel  cònsol Ceso Fabi Vibulà. Després d'aquesta batalla, els veïsenc van envair permanentment el territori romà, sempre retirant-se davant l'arribada de les  legions romans per evitar el conflicte directe.
Enmig d'un conflicte amb els Eques i els Volscs, els romans estaven lluitant en dos fronts. Així, el 479 aC, la gens Fabia va oferir ocupar-se de Veïs pel seu compte mentre que les legions de la República lluitaven contra els seus altres enemics. Livi diu que els 306 fabis adults (és a dir, homes de més de quinze anys) van anar a la guerra amb els seus clients.
Els Fabis van construir una fortalesa en el riu Cremera, prop de Veïs, des del qual van aconseguir limitar les incursions veïsenques. Els veïsencs es van establir en una batalla prop de la fortalesa romana, però van ser vençuts pels Fabis i per un exèrcit liderat pel cònsol Luci Emili Mamerc, i obligats a demanar una treva.
Després de la ruptura de la treva, els veïsencs van reprendre els seus atacs, però van ser derrotats una vegada i una altra pels Fabis, que, encoratjats pels seus èxits, es van tornar atrevits i van atacar i s'endinsaren el territori de Veïs.

## Batalla
Finalment, els Fabis van caure en una trampa estesa pels veïsencs. Creient als seus enemics lluny de la fortalesa, els romans van sortir a capturar un ramat i es van separar per perseguir els animals. En aquell moment va aparèixer un nombre molt més gran de veïsencs i van envoltar als Fabis. Adoptant una formació en falca, els romans van trencar el setge i van aconseguir arribar a un turó on van aconseguir repel·lir els atacs etruscs fins a l'arribada d'una formació veïsenca per la seva rereguarda.
Els Fabis van ser massacrats a excepció de Quint Fabi Vibulà, que era massa jove per haver anat a la guerra.